# 1272 Gefion
1272 Gefion eller 1931 TZ1 är en asteroid i huvudbältet, som upptäcktes 10 oktober 1931 av den tyske astronomen Karl Wilhelm Reinmuth i Heidelberg. Den har fått sitt namn efter Gefjon i den nordiska mytologin.
Asteroiden har en diameter på ungefär 6 kilometer och den tillhör och har givit namn åt asteroidgruppen Gefion.